# Maria Luisa Belleli
Maria Luisa Belleli (Ferrara, 6 aprile 1909 – Roma, 25 febbraio 1992) è stata una francesista, traduttrice e poetessa italiana.

## Biografia
Nata a Ferrara, città natale della madre, di fatto trascorse gli anni della gioventù in Veneto: il padre, nato a Venezia, la portò con la famiglia nella sua città quando ancora aveva due mesi di vita. Cresciuta a Venezia, si trasferì a Padova per frequentare la locale università, dove fu seguita dal professor Diego Valeri e si laureò in Lettere con una tesi su Michel de Montaigne: la tesi, intitolata Modernità di Montaigne, fu edita a Roma nel 1933 da Formiggini. Con l'istituzione delle leggi razziali fasciste seguì la famiglia a Parigi, dove rimase fino a che anche la Francia non fu invasa dalle forze dell'Asse, e allora tornò in patria, sfuggendo alle persecuzioni fasciste trovando rifugio in Toscana. Oltre alla saggistica e alle traduzioni di letteratura francese si dedicò anche alla composizione di poesie proprie, pubblicate in varie raccolte; il suo esordio risale al 1947 con Silenzio in cielo. Solido e duraturo fu il rapporto di stima con Aldo Palazzeschi. Insegnò inizialmente, a partire dal 1948, nei licei d'Italia e di Spagna; per interessamento del noto francesista Mario Bonfantini, nel 1965 divenne professoressa di Lingua e letteratura francese presso la facoltà di magistero dell'Università di Torino: mantenne l'incarico fino al 1979, anno del pensionamento. Oltre a Montaigne, s'occupò delle opere di Nerval, Balzac, Baudelaire, Proust, Apollinaire, Ionesco, Camus ed ebbe modo di tradurre anche poesie di Arthur Rimbaud e Paul Verlaine. Nel 1984 la sua raccolta poetica La festa prevedibile ricevette il Premio Pozzale Luigi Russo. Morì il 25 febbraio 1992 a Roma, dove viveva da molti anni.

## Opere

### Curatele
- Honoré de Balzac, Eugenia Grandet, Roma, Curcio, 1964
- Charles Baudelaire, Les fleurs du mal e Petits poèms en prose, Torino, Giappichelli, 1966
- Gérard de Nerval, Prosa e poesia, Torino, Giappichelli, 1968
- Eugène Ionesco, Rhinocéros, Torino, SEI, 1972
- Albert Camus, Recits et temoignages, Torino, SEI, 1974

### Poesia
- Silenzio in cielo (1930-1945), Firenze, Vallecchi, 1947
- Se mai rinascerò, Firenze, Vallecchi, 1957
- La festa prevedibile, Firenze, Vallecchi, 1983

### Saggi
- Modernità di Montaigne, Roma, Formiggini, 1933
- L'amore delle tradizioni popolari in Gérard de Nerval, Bari, Levante, 1960
- Introduzione alla lettura di Baudelaire, Torino, Giappichelli, 1967
- Invito alla lettura di Marcel Proust, Milano, Mursia, 1967
- Armonia di struttura e coerenza psicologica in Sylvie di G. de Nerval, Torino, Giappichelli, 1970
- Ricchezza di temi nel Bestiaire di G. Apollinaire, Torino, Giappichelli, 1970
- Il sole nero dei poeti: saggi sulla letteratura francese dell'Otto-Novecento, Caltanissetta-Roma, Sciascia, 1975
- Il decadentismo in Francia, Torino, Tirrenia, 1977
- Ionesco e il teatro dell'assurdo, Roma, Lucarini, 1982
- Nouveau théatre, Roma, Lucarini, 1982

CARTEGGI
Sotto il magico orologio (Epistolario Belleli/Palazzeschi). Manni editore, 1987.

### Traduzioni
- Sutherland; Apollinaire, Le Bestiaire, ou Cortège d'Orphée, Milano, 2RC, 1979